# Сен-Іметьєр-сюр-Валуз
Сен-Іметьєр-сюр-Валуз (фр. Saint-Hymetière-sur-Valouse) — муніципалітет у Франції, у регіоні Бургундія-Франш-Конте, департамент Жура. Сен-Іметьєр-сюр-Валуз утворено 1 січня 2019 року шляхом злиття муніципалітетів Сезія, Шемія, Лаван-сюр-Валуз i Сен-Іметьєр. Адміністративним центром муніципалітету є Шемія. Населення — 423 особи (01.01.2021).